# 科朗数学科学研究所
科朗数学科学研究所（英語：Courant Institute of Mathematical Sciences，缩写为CIMS）是隶属于纽约大学文理学院的一个数学与计算机科学教学研究独立机构，处于世界领先水平。科朗数学所所长直接向纽约大学教务长和校长汇报，并与纽约大学其他院系主任紧密联系。科朗数学所以其创始人之一的美国德裔数学家理查德·科朗命名。
科朗数学所在世界上享有盛名，开设有数学、计算机科学、数据科学、金融数学等相关学位。科朗数学科学研究所的应用数学在美国新闻与世界报导（U.S. News & World Report）排名全美第一。

## 外部連結
- Courant Institute of Mathematical Sciences （页面存档备份，存于）
- Department of Mathematics, New York University （页面存档备份，存于）
- Applied Mathematics Laboratory （页面存档备份，存于）